# Zhong Guoshun
Zhong Guoshun (en chino: 钟国顺; 5 de agosto de 1987) es un deportista chino que compitió en halterofilia. Ganó una medalla de oro en el Campeonato Mundial de Halterofilia de 2014, en la categoría de 77 kg.

## Palmarés internacional
| Campeonato Mundial | Campeonato Mundial  | Campeonato Mundial | Campeonato Mundial |
| Año                | Lugar               | Medalla            | Categoría          |
| ------------------ | ------------------- | ------------------ | ------------------ |
| 2014               | Almaty (Kazajistán) | Medalla de oro     | 77 kg              |